# Kotaro Fukuma
Kotaro Fukuma (født 29. august 1982 i Tokyo, Japan) er en japansk klassisk pianist. Han har vundet priser for den yngste pianist nogensinde.